# Imagine My Embarrassment

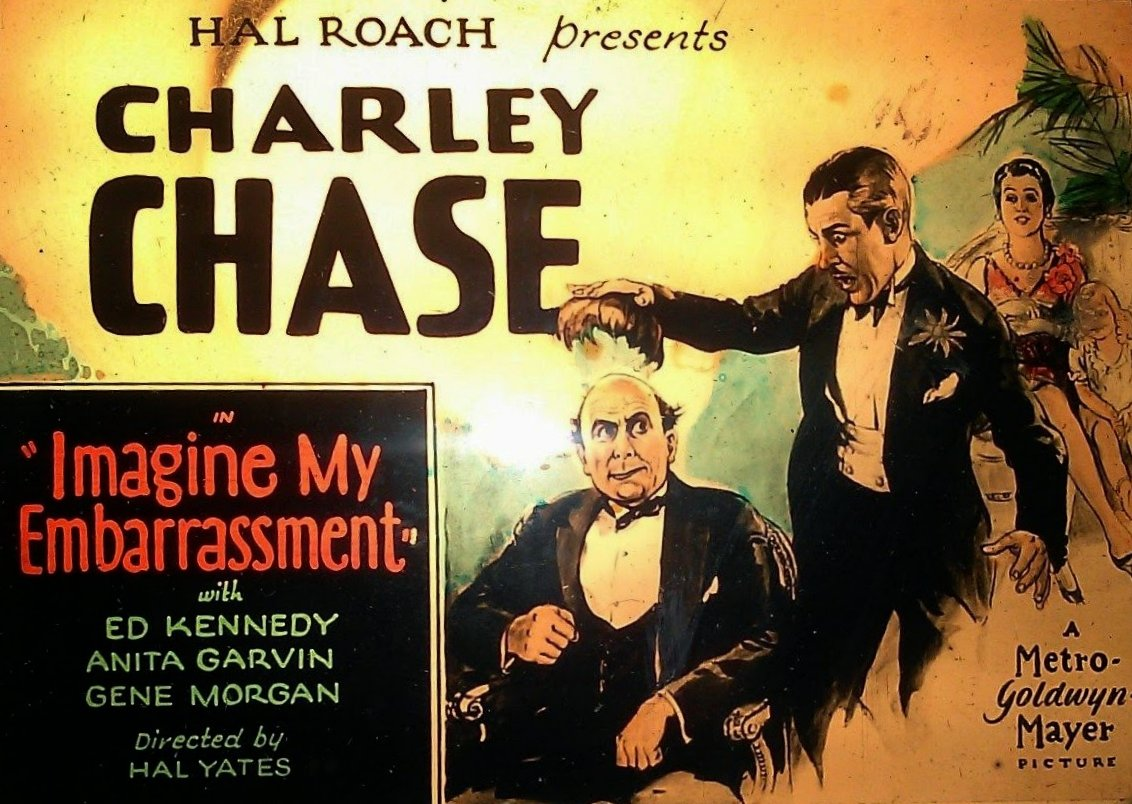
Imagine My Embarrassment

Imagine My Embarrassment  est un film américain de Leo McCarey et Hal Yates sorti en 1928.

## Fiche technique
- Titre : Imagine My Embarrassment
- Réalisation : Leo McCarey et Hal Yates
- Scénario : Leo McCarey
- Montage : Richard C. Currier
- Producteur : Hal Roach
- Société de production : Hal Roach Studios
- Société de distribution : Metro-Goldwyn-Mayer (MGM)
- Pays de production :  États-Unis
- Langue : Anglais
- Format : 1.33 : 1, 35 mm, noir et blanc
- Durée : 20 minutes
- Date de sortie : 1er septembre 1928

## Distribution
- Charley Chase : Charley
- Vivien Oakland
- Edgar Kennedy
- Anita Garvin
- Gene Morgan
- Jane La Verne